# Pampasatyrus quies
Pampasatyrus quies är en fjärilsart som beskrevs av Berg 1879. Pampasatyrus quies ingår i släktet Pampasatyrus och familjen praktfjärilar. Inga underarter finns listade i Catalogue of Life.